# 李高宗
李高宗（りこうそう、越：Lý Cao Tông、在位：1175年 - 1210年）は、李朝の第7代皇帝。諱は龍𣉙（ロンカン、越：Long Cán）。第6代皇帝英宗の子。

## 経歴
天感至宝2年（1175年）、英宗が没したため、後を継いで即位した。李朝は高宗以前からすでに衰退を見せていたが、この高宗は臣民に対して重税を強いるばかりか、賦役までかけて臣民をさらに苦しめ、人心を完全に李朝から離反させてしまったのである。しかも、悪いときに悪いことは続くもので、この高宗の治世には天災も相次ぎ、それらの経緯による農民反乱が多発したのである。
治平龍応5年（1209年）には首都においても内乱が起こり、高宗は一時的に都を追われるという有様であった。暗愚な高宗が即位し、その治世が長きにわたったことは、李朝の衰退を決定的なものとしたのである。